# Физикелла, Доменико
Доменико Физикелла (итал. Domenico Fisichella; род. 15 сентября 1935, Мессина) — итальянский политолог и политик, министр культурного и природного наследия (1994—1995).

## Биография
Родился 15 сентября 1935 года в Мессине.
С 1960 года преподавал основы государства во Флорентийском университете, в 1980 начал преподавать политологию в римском университете Ла Сапиенца, кроме того являлся преподавателем Свободного международного университета (LUISS) имени Гвидо Карли, в 1986—1987 годах читал курс методологии общественных наук, а в 1988—1994 годах — политологии. Трижды избирался в Сенат Италии при поддержке Национального альянса — в 1994, 1996 и 2001 годах. В 1994 году получил портфель министра культурного и природного наследия в первом правительстве Берлускони, с 1996 по 2001 и затем с 2001 по 2006 год являлся заместителем председателя Сената. В 2006 году был избран в Сенат при поддержке партии «Маргаритка», но после её объединения с другими партиями в новое политическое формирование — Демократическую партию — вошёл в октябре 2007 года в Смешанную фракцию Сената. Входит в Научный совет Института Итальянской энциклопедии.
Десятилетиями сотрудничал в крупных ежедневных газетах: «La Nazione», «Il Tempo», «Il Sole 24 Ore», «Il Messaggero», «La Sicilia». Награждён золотой медалью За вклад в развитие культуры и искусства, удостоен множества премий, включая журналистскую премию имени Карло Казаленьо, «Культурную премию» Совета министров, «Культурную премию Фьюджи» за труды о политических институциях, премию имени Роберто Котрезе за вклад в разработку темы конституционных реформ. Работы переведены на английский, французский, испанский, венгерский и румынский языки.

## Избранные труды
- Демократическое развитие и избирательные системы / Sviluppo democratico e sistemi elettorali, Sansoni, Firenze, 1970;
- Рискованная альтернатива / L’alternativa rischiosa, Sansoni, Firenze, 1973;
- Quel Giano bifronte del PCI, Editoriale Nuova, Milano, 1979;
- La giostra del potere. Partiti e istituzioni nel vortice della crisi, Editoriale Nuova, Milano, 1981;
- Выборы и демократия / Elezioni e democrazia (1982);
- Epistemologia e scienza politica, La Nuova Italia Scientifica, Roma, 1994;
- Власть в индустриальном обществе / Il potere nella società industriale, Laterza, Roma-Bari, 1997;
- Другая власть. Технократия и группы давления / L’altro potere. Tecnocrazia e gruppi di pressione (1997);
- Панегирик монархии / Elogio della monarchia, Costantino Marco Editore, Lungro di Cosenza (CS), 1999;
- Политические институты / Istituzioni politiche. Struttura e pensiero, Costantino Marco Editore, Lungro di Cosenza (CS), 1999;
- Тоталитаризм. Режим нашего времени / Totalitarismo. Un regime del nostro tempo, Carocci Editore, Roma, 2002 (nuova edizione);
- Критика демократии справа / Critica di destra alla democrazia, ovvero Le ragioni del torto, Costantino Marco Editore, Lungro di Cosenza (CS), 2002;
- Политика и социальные изменения / Politica e mutamento sociale, Costantino Marco Editore, Lungro di Cosenza (CS), 2002;
- Правые и Италия / La destra e l’Italia, Edizioni Città Aperta, Troina (EN), 2003;
- Против федерализма / Contro il federalismo, Editoriale pantheon, Roma, 2004;
- Вызов свободе / Sfide alla libertà, Costantino Marco Editore, Lungro di Cosenza (CS), ristampa 2005;
- Lineamenti di scienza politica. Concetti, problemi, teorie, Carocci Editore, Roma, 2005 (nuova edizione);
- Деньги и демократия. От античной Греции до глобальной экономики / Denaro e democrazia. Dall’antica Grecia all’economia globale, nuova edizione, Il Mulino, Bologna, 2005;
- Жозеф де Местр, европейский мыслитель / Joseph de Maistre pensatore europeo, Laterza, Roma-Bari, 2005;
- Кризис политики и правительство производственников / Crisi della politica e governo dei produttori (2007);
- К исследованию суверенитета. Безопасность и свобода по Томасу Гоббсу / Alla ricerca della sovranità. Sicurezza e libertà in Thomas Hobbes (2008);
- Вопрос нации. К критике федерализма / La questione nazionale. Per una critica del federalismo (2008);
- Выборы и демократия. Сравнительный анализ / Elezioni e democrazia. Un’analisi comparata (2009);
- Власть и свобода / Autorità e libertà (2012);
- Диктатура и монархия / Dittatura e monarchia (2014).